# Barrett Brown
Pour les articles homonymes, voir Brown.
Barrett Lancaster Brown, né le 14 août 1981, est un militant anarchiste, essayiste et écrivain satirique américain. Il est aussi journaliste et porte-parole d'Anonymous au fil de sa carrière. 
Il fonde le Projet PM, une plateforme de recherche collaborative et un wiki, afin de faciliter l'analyse de documents confidentiels révélés par le biais de hackers ou de lanceurs d'alerte, décrivant le fonctionnement interne de sociétés appartenant au complexe militaro-industriel et cybernétique.
En janvier 2015, il est condamné à 63 mois de prison et incarcéré dans une prison fédérale pour les crimes d'assistance à personne ayant commis un acte criminel, obstruction à la justice, et menace sur la personne d'un agent fédéral, consécutivement à une enquête du FBI en 2012 concernant la fuite des emails de la société Stratfor. Les procureurs ont également tenté de mettre en avant des charges liées au partage d'un lien HTTP vers les emails fuités de Stratfor, mais ces accusations ont par la suite été abandonnées en 2014,,,. Dans le cadre de son jugement, Barret Brown a également été condamné à payer à Stratfor des indemnités de l'ordre de 900 000 $.

## Biographie
Barrett Brown est né à Dallas au Texas. Il est le fils de Robert Brown et de Karen Lancaster, depuis divorcés. Il a grandi à Dallas et a dès son plus jeune âge manifesté un intérêt pour l'écriture et le journalisme. Il a créé ses propres journaux sur l'ordinateur familial alors qu'il était écolier à l'école élémentaire de Preston Hollow. Il a continué dans cette voie durant son adolescence en contribuant à différents journaux et hebdomadaires. 
Il a étudié à l'École Épiscopale de Dallas jusqu'à sa dixième de cycle secondaire, puis a passé sa onzième année en Tanzanie avec son père qui y résidait pour affaires. Toujours en Afrique, Barret Brown termine son cycle secondaire par un enseignement en ligne proposé par l'université Texas Tech. Il obtient les crédits nécessaires à l'entrée à l'université ainsi que son diplôme d'études secondaires. En 2000, il s'inscrit à l'université du Texas à Austin où il étudie l'écriture pendant deux semestres. Il quitte ensuite l'école pour poursuivre une carrière à temps plein en tant que pigiste,,.
Politiquement, Brown s’identifie comme anarchiste et est de l'avis que le gouvernement américain est corrompu et le peuple trop complaisant avec celui-ci. Il considère la lutte au sein d'Anonymous comme un collectif intéressant pour mener des luttes anarchistes à partir de 2006 et soutient qu'une vague de hacks serait une bonne manière de propager les idées et luttes anarchistes.

### Carrière journalistique
Barrett Brown a écrit pour The Daily BeastVanity Fair, True/Slant, Le Huffington Post, The Guardian, ainsi que d'autres publications.
Il a été employé en tant que directeur de la communication pour Enlighten the Vote, un comité d'action politique à caractère non religieux, qui offre un soutien financier et stratégique aux candidats politiques qui prônent l'application stricte de l'« Establishment Clause », le passage de la constitution des États-Unis traitant de la séparation de l'Église et de l’État,.
En 2010, Barret Brown commence à travailler sur son projet collaboratif d'enquête wiki, le Projet PM. Il a décrit le principal objectif du Projet PM ainsi : accroître l'influence positive de ce qu'il appelle « les éléments les plus capables de la blogosphère », tout en réduisant l'influence négative des experts habituellement invités par les médias traditionnels pouvant avoir des agendas politiques qui ne sont pas compatibles avec l'intérêt public. Le but du Projet PM étant que la masse critique d'information générée par des blogueurs fiables pousse les segments des médias traditionnels à répondre à des questions d'intérêt public essentielles, dans le cadre de leurs propres méthodes et approches journalistiques. Un autre but expérimental du Projet PM était de développer un schéma de communication pouvant fournir aux blogueurs, journalistes et tout autre citoyen journaliste, un meilleur flux d'informations brutes, afin de produire du contenu journalistique.

À propos du Projet PM, Barrett Brown a déclaré : 

« Les institutions et les structures qui se sont développées au cours des deux dernières décennies et l'accélération de l'usage de l'Internet par le public ont eu un effet que nous pouvons décrire comme globalement bénéfique sur la circulation des informations. Mais l'âge de l'information n'est pas achevé et des progrès sont donc possibles. De manière significative, ces progrès peuvent être initialement portés par un petit nombre de gens influents travaillant de manière collaborative. Le but du Projet PM est précisément de mettre en œuvre des solutions permettant à des participants de travailler collectivement, de mettre en évidence les effets bénéfiques de ces solutions et de susciter toutes autres initiatives à même de continuer nos efforts, voire d'en construire de nouveaux, indépendamment de nous »

. [réf. nécessaire]

### Association avec Anonymous
Certains médias ont présenté Barett Brown comme un porte parole d'Anonymous, une étiquette qu'il conteste. Il apparaît dans les documentaires Nous sommes Légion, Termes et conditions peuvent s'appliquer et The Pirate Wars,.
Il indique qu'il a renoncé à ses liens avec le groupe en 2011. Lors d'une conférence de presse en novembre 2011, Barrett Brown annonce que lui-même et Gregg Housh, un ancien membre d'Anonymous, ont conclu un contrat estimé à plus de 100 000 $ avec Amazon pour écrire un livre dont le titre sera Anonymous: Tales From Inside The Accidental Cyberwar.

### Arrestation et procès
Le 6 mars 2012, le FBI exécute des mandats de perquisition à l'appartement de Barrett Brown ainsi qu'à la maison de sa mère afin de rechercher des preuves d'éventuelles actions criminelles. Les agents du FBI prennent possession de son ordinateur, de son téléphone et saisissent ses dossiers relatifs à HBGary, Infragard, Endgame Systèmes, Anonymous, LulzSec, Chats IRC, Twitter, wiki.echelon2.org et pastebin.com. Il est soupçonné « de conspiration pour accéder sans autorisation à des ordinateurs ». 
Le 12 septembre 2012, Barrett Brown est arrêté dans le comté de Dallas, au Texas, pour avoir menacé un agent du FBI dans une vidéo YouTube quelques heures auparavant, en donnant son nom et en indiquant son intention de le « détruire »,. Dans cette même vidéo, où ses propos sont décousus, Brown explique avoir souffert d'une addiction à l'héroïne et être sous traitement de substitution ; il dit également avoir arrêté cette médication et être en train de subir les symptômes du manque. Son arrestation intervient alors qu'il est en ligne et participe à une conversation Tinychat (en). Le raid du FBI est audible sur le fond sonore de cette conversation. Le lendemain de l'arrestation de Barrett Brown, le groupe de hackers Anonymous publie sur internet les numéros de treize cartes bancaires en indiquant qu'elles « pourraient appartenir » à des responsables gouvernementaux. 
En octobre 2012, Brown est formellement inculpé pour menace, conspiration et vengeance à l'encontre d'un fonctionnaire fédéral. Il reste maintenu en détention provisoire, le magistrat lui refusant la liberté sous caution, estimant qu'il est « un danger pour la sécurité publique et un risque de fuite ». Le 14 décembre 2012, alors qu'il est toujours en détention provisoire, Brown apprend que de nouvelles charges sont retenues contre lui.

### Procès
En janvier 2015, Barrett Brown est condamné à 63 mois de prison. Il est également condamné à verser 890 250 $ en amendes et frais de restitution. Le journaliste Joshua Kopstein exprime le sentiment que le gouvernement se considère menacé par Barrett Brown, et évoque la possibilité que le ministère public a été amené à faire des fausses allégations dans le but d'augmenter la durée de la peine de Brown. Cette théorie est appuyée par les nombreux arguments avancés contre le projet PM et Barrett Brown lui-même, lors de la phase finale du procès,.
Dans une interview accordée à Truthout, Brown évoque la possibilité d'aller s'installer en Islande ou en Allemagne : « je ne peux pas rester aux États-Unis, je ne peux pas travailler étant soumis en permanence à des tracasseries administratives. Ça ne se fera pas immédiatement. Je suis en période de probation pour une durée de deux ans. Ça peut être ramené à un an, en cas de bonne conduite. Donc dans un an à partir de maintenant, je pourrai être en mesure de partir ». Dans la même interview, il explique les grandes lignes de son nouveau projet appelé pursuance, une nouvelle plateforme encryptée pour permettre à des journalistes de partager des informations en commun.

### Détention et libération
Barrett Brown est libéré en novembre 2016,, après 28 mois de détention. Il a bénéficié d'une libération anticipée pour bonne conduite. 

### Surveillance des contacts et des sympathisants
En 2017, les donateurs ayant contribué au fonds de soutien juridique de Barrett Brown ont déposé par le biais de leurs avocats une plainte contre l'Assistant du Procureur des États-Unis Candina Heath. La plainte est liée à la divulgation de leur identité dans le cadre de la procédure contre Brown. Les avocats font valoir que la non-pertinence des informations sur les donateurs et que le transfert de ces informations directement à l'Agent Spécial du FBI Robert Smith plutôt qu'au procureur ou au juge du procès, conduit leurs clients à penser que cette initiative est en fait destinée à les surveiller et les harceler pour des activités normalement protégées par le premier amendement de la Constitution des États-Unis. Une demande de destruction de ces informations et de dommages-intérêts a été introduite,.
Une demande en référé de non lieu introduite par le ministère de la justice américain a été rejetée le 3 octobre 2017 par le juge Maria-Elena James.

## Documentaires et séries télévisées
- Relatively Free est un film documentaire réalisé en 2016 par Alex Winter (Field of Vision) sur Barrett Brown au moment de sa sortie de prison[40].
- L'affaire Barrett Brown a inspiré un des éléments du scénario de la deuxième saison de la série télévisée House of Cards[41].
- Barret Brown est membre du conseil consultatif de l'International Modern Media Institute[42].

## Ouvrages
- (en) Barrett Brown et Jon P. Alston, Flock of Dodos: Behind Modern Creationism, Intelligent Design and the Easter Bunny, Sterling & Ross, Cambridge House Press, 2007, 176 p. (ISBN 978-0978721305).

## Récompense
- 2016 : National Magazine Award dans la catégorie Commentaire (Commentary).